# Зирка (Запорожская область)
Зирка (укр. Зірка) — село,
Розовский сельский совет,
Акимовский район,
Запорожская область,
Украина.
Код КОАТУУ — 2320385705. Население по переписи 2001 года составляло 253 человека .

## Географическое положение
Село Зирка находится в 6,5 км от села Розовка.
Рядом проходит Каховский магистральный канал.